# Hydroptila pedemontana
Hydroptila pedemontana är en nattsländeart som beskrevs av Wolfram Mey 1995. Hydroptila pedemontana ingår i släktet Hydroptila och familjen smånattsländor. Inga underarter finns listade i Catalogue of Life.